# اسماعیل‌آباد (سیدان)
اسماعیل‌آباد یک روستا در ایران است که در بخش سیدان شهرستان مرودشت واقع شده‌است. اسماعیل‌آباد ۲۱۳ نفر جمعیت دارد.